# Paule Riversdale

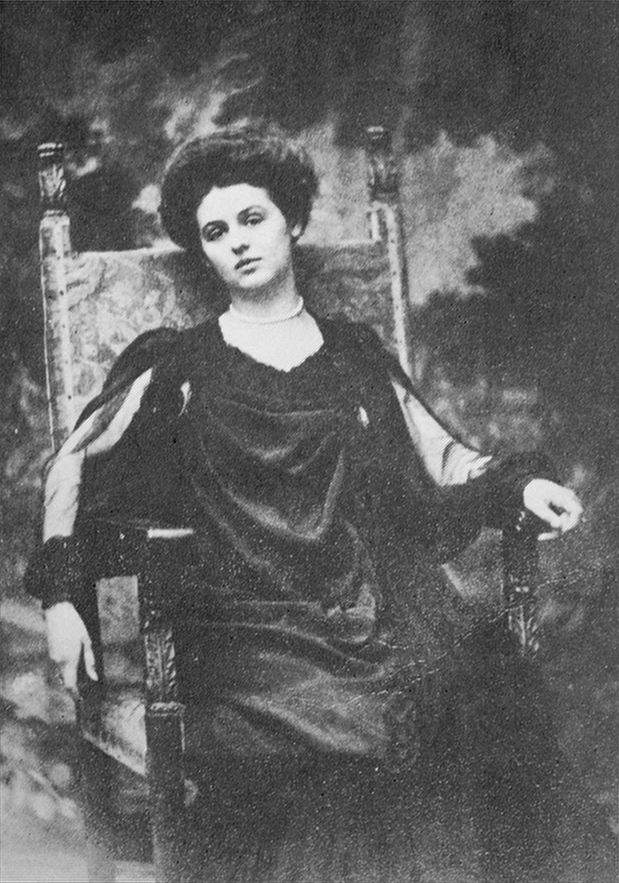
Renée Vivien vers 1905

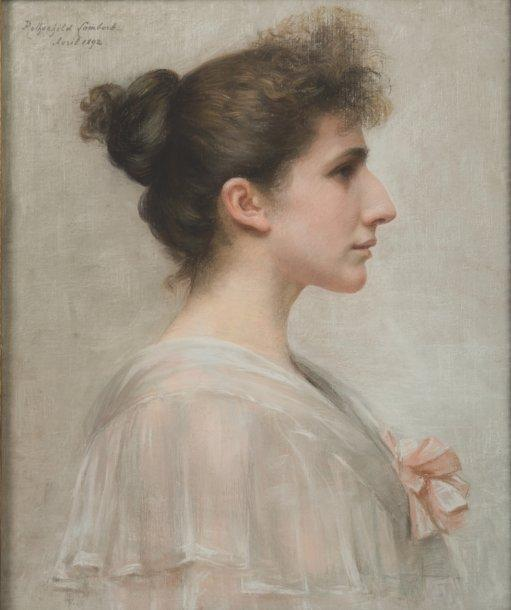
Hélène de Zuylen en 1892 par sa cousine la baronne de Rothschild

Paule Riversdale est un nom de plume partagé par la poétesse britannique francophone Renée Vivien (née Pauline Mary Tarn) et la richissime baronne Hélène de Zuylen (née Hélène de Rothschild), qui furent amantes de 1902 à 1907.

L'invention du pseudonyme — qui évoque le véritable nom de Renée, Pauline Tarn (Paule / Pauline, Rivière / Tarn) — est complété par celui du personnage associé, forgé par les deux femmes, d'une Américaine ayant vécu au Japon et passant parfois à Paris. Renée Vivien a rarement admis la mystification, même auprès de ses intimes.
Plus de dix ouvrages auraient été écrits en collaboration par les deux femmes, dont quatre publiés sous ce pseudonyme, exclusivement en 1903 et 1904 :
- Vers l'amour, poésies, Paris, février 1903, éditions Maison des poètes ;
- Échos et reflets, poésies, Paris, 25 juillet 1903, éditions Alphonse Lemerre ;
- L'Être double, roman, Paris, 1904, éditions Alphonse Lemerre ;
- Netsuké, roman, Paris, 1904, éditions Alphonse Lemerre.

L'attribution réelle de ces textes est incertaine, mais les chercheurs pensent qu'ils ont été écrits uniquement par Renée Vivien ou au minimum en très grande partie par Renée Vivien : si les sujets traités sont distincts de ceux de ses œuvres en propre, la métrique, la prosodie et le sémantisme employés sont caractéristiques de sa plume.